# Billey
Billey ist eine französische Gemeinde mit 248 Einwohnern (Stand 1. Januar 2022) im Département Côte-d’Or in der Region Bourgogne-Franche-Comté. Sie gehört zum Arrondissement Dijon und zum Kanton Auxonne.

## Geographie
Billey wird umgeben von Auxonne im Norden, von Biarne (Département Jura) im Osten, von Flagey-lès-Auxonne im Südwesten und von Villers-Rotin im Nordwesten.
Das Gemeindegebiet wird vom Flüsschen Vèze durchquert.

## Siehe auch

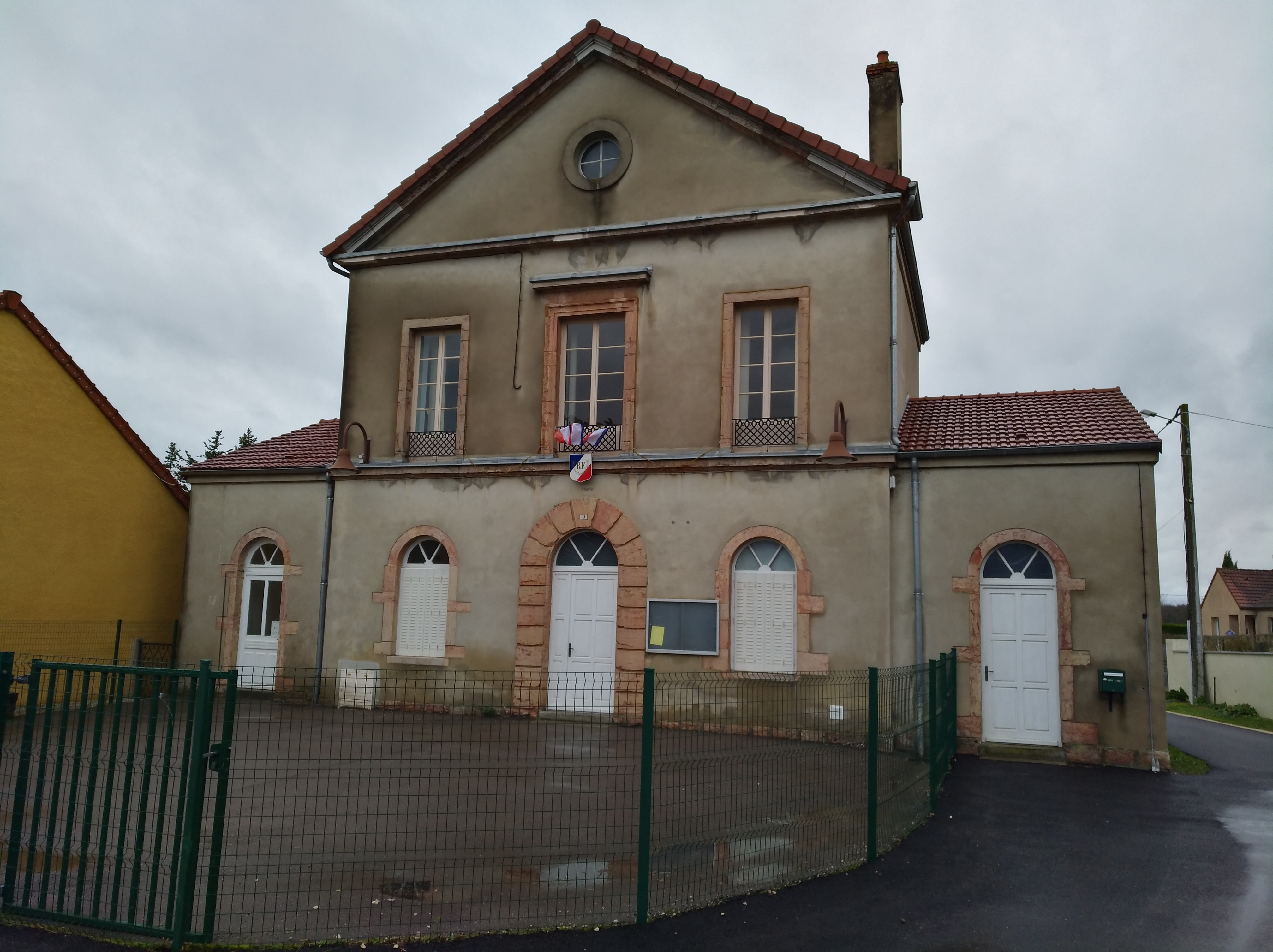
Rathaus- und Schulgebäude

## Bevölkerungsentwicklung
| Jahr                       | 1962 | 1968 | 1975 | 1982 | 1990 | 1999 | 2008 | 2012 | 2019 |
| Einwohner                  | 84   | 123  | 125  | 157  | 232  | 205  | 212  | 231  | 255  |
| Quellen: Cassini und INSEE |      |      |      |      |      |      |      |      |      |